# Zumba

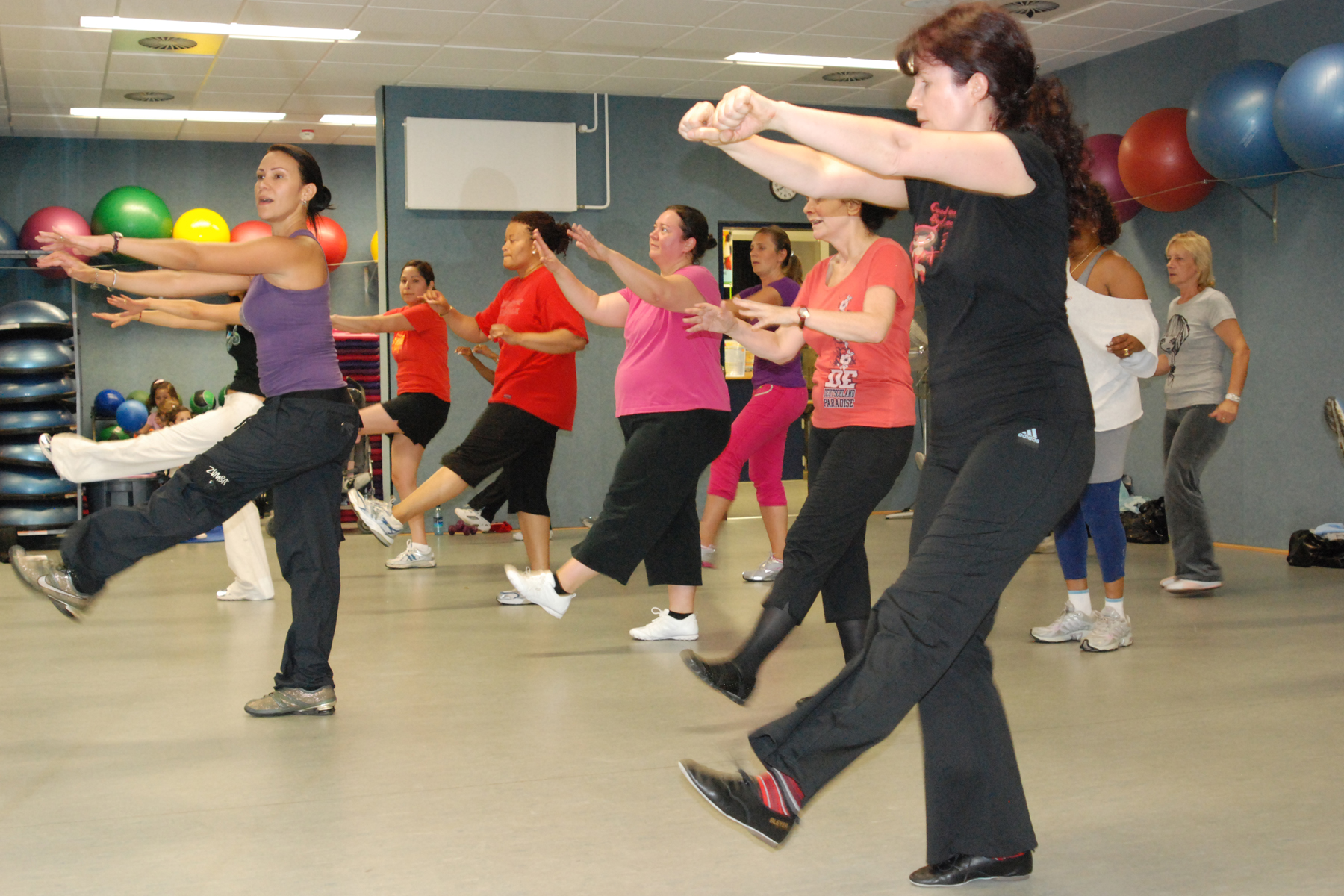
Instruktaż Zumby w centrum fitnessu

Zumba – kompletny, licencjonowany program treningowy, zawierający wszystkie elementy fitnessu: cardio, pracę mięśni, równowagę i gibkość. Choreografie inspirowane są głównie tańcami latynoskimi (salsa, merengue, cumbia, reggaeton, soca, samba, tango, flamenco), ale także tańcem brzucha czy Quebraditą. Z informacji na stronie internetowej Zumba Fitness LLC wynika, że w cotygodniowych zajęciach Zumby uczestniczy ponad 15 milionów osób, a realizowane są one w około 200 000 miejscach w 180 krajach.
Zumba zawiera w sobie elementy tańca i aerobiku. Jej choreografia łączy w sobie takie style, jak: hip-hop, soca, samba, salsa, merengue, mambo, sztuki walki, oraz elementy Bollywood i tańca brzucha. Wykorzystywane są także elementy treningu siłowego (squat, lunge) oraz treningu cardio. Prowadzenie zajęć Zumby nie wymaga opłat licencyjnych od siłowni lub klubów fitness – licencję muszą uzyskać indywidualni instruktorzy. Tylko aktywni instruktorzy Zumba mogą korzystać ze znaków licencyjnych, loga oraz zastrzeżonych znaków handlowych Zumba. Mogą oni zdobyć kilka specjalizacji np. Zumba Fitness, Zumba Toning, Zumba Step, Aqua Zumba, Zumba Gold, Zumba Gold Toning, Zumba Kids & Kids Junior oraz odznak Zumbatomic, In the circuit.

## Historia
Zumba została stworzona przez kolumbijskiego tancerza i choreografa, Alberta „Beto” Pereza, w latach 90. Podobno wymyślił ją, kiedy zapomniawszy muzyki zwykle przez niego używanej podczas zajęć aerobiku, musiał improwizować z tą, którą miał pod ręką, czyli muzyką latynoską. W 2001 roku Alberto opuścił swoją rodzinną Kolumbię, aby osiedlić się w Miami i wprowadzić tam ideę Zumby. Jedna z uczennic przedstawiła mu swojego syna, Alberto Perlmana, który potem został głównym prezesem Zumby, tak jak jego przyjaciel z dzieciństwa, Albert Aghion. Razem wyprodukowali taśmę demo, która pozwoliła sprzedać koncepcję amerykańskiej firmie Fitness Quest. Program jest sprzedawany przez infomercial od 2002 roku. Partnerzy podzielili się rolami: Alberto Perez został twarzą Zumby, twierdząc jednak, że nie ma w sobie nic z biznesmena. Alberto Perlman i Alberto Aghion z kolei zajęli się bardziej szczegółowo aspektem handlowym. W 2005 roku powstała Akademia Zumby, zapewniająca szkolenia dla jej instruktorów.

## Zajęcia
Zajęcia Zumba Fitness, Zumba Toning, Zumba Step, Zumba Gold trwają zwykle godzinę, natomiast Aqua Zumba, Zumba Kids & Kids Junior 45 minut. Na podstawie serii ścieżek muzycznych instruktor wykonuje proste choreografie, które mogą być naśladowane przez uczestników. Ćwiczenia aerobowe i siłowe są zatem wykonywane poprzez łączenie bardziej i mniej intensywnych obiegów (strategia treningu interwałowego). Rozgrzewka trwa od 5 do 15 minut, a jedna lub dwie piosenki na końcu pozwalają na uspokojenie i rozciągnięcie.
Do tradycyjnej koncepcji dodanych zostało kilka rodzajów zajęć, na przykład Zumba Toning, która koncentruje się na wzmacnianiu mięśni (często przy użyciu ciężarków trzymanych w rękach), Zumba „in the circuit”, która łączy choreografię z treningiem interwałowym, Aqua Zumba, czyli Zumba w wodzie, Zumba Sentao, w której do choreografii wykorzystuje się krzesła czy Zumba step, w której używane są stepy. Program jest również dostępny w formie dostosowanej do seniorów (Zumba Gold), dzieci w wieku od 4 do 11 lat (Zumba kids + Zumba kids junior), a nawet dzieci od 0 do 3 lat (Zumbini). W Zumbie pojawiła się także nowa koncepcja: Strong by Zumba.

## Muzyka
Zumba wykonywana jest na podstawie różnych stylów muzycznych: pięciu głównych (salsa, merengue, cumbia, reggaeton, bachata), do których dodawane są inne style muzyki latynoskiej i międzynarodowej (kuduro, calypso, soca samba, cha-cha-cha, hip-hop, taniec orientalny, tradycyjna muzyka afrykańska i indyjska).
Niektóre utwory są skomponowane lub zmodyfikowane specjalnie na potrzeby Zumby, jest tak na przykład w przypadku Zumby He Zumba Ha DJ-a DJ- a DJ Marseille.
Chociaż na początku sami twórcy Zumba musieli płacić za możliwość korzystania z piosenek na swoich zajęciach, teraz to wytwórnie płacą, aby były one używane, ponieważ stanowi to dla nich świetny sposób, aby stać się rozpoznawalnym.

## Korzyści
Program Zumba, z całą gamą różnych zajęć, dostępny jest dla zróżnicowanej klienteli: dzieci, dorosłych, seniorów. Taki trening pozwala spalić od 500 do 1000 kcal na godzinę, a zatem jest bardzo dobrym narzędziem przy odchudzaniu, bądź utrzymywaniu prawidłowej wagi. Osoby z przypadłościami takimi, jak niepełnosprawność fizyczna i ruchowa, zespół Aspergera czy choroba Parkinsona, również potwierdziły korzyści płynące z Zumby, które przyczyniły się do polepszenia sprawności fizycznej, a co za tym idzie, lepszego radzenia sobie z ich schorzeniami.

## Nazwa i własność intelektualna
Nazwa Zumba nie ma konkretnego znaczenia, została wybrana przypadkowo jako nazwa firmowa.
Instruktorzy Zumba uzyskują odpłatnie licencję. Następnie mogą zapisać się do sieci instruktorów Zumba (ZIN), aby uzyskać dostęp do najnowszych utworów i choreografii Zumby.
Zumba jest właścicielem wielu znaków towarowych i logotypów na świecie, które zostały zarejestrowane między innymi w Unii Europejskiej, większości krajów Północnej i Południowej Ameryki, Azji i Oceanii. W Stanach Zjednoczonych są to: ZUMBA, ZUMBA FITNESS, ZUMBA KIDS, ZUMBA KIDS JR., ZUMBA GOLD, ZUMBATHON, ZUMBAWEAR i ZLIFE.

## Produkty
W 2007 roku firma wprowadziła linię odzieży i akcesoriów. W listopadzie 2010 r. powstała pierwsza gra wideo Zumba Fitness na platformy Wii, PlayStation 3 z PlayStation Move oraz Xbox 360 z Kinect. Jej następczyni pojawiła się w listopadzie 2011 r. – Zumba Fitness 2, dostępna na Wii i konsolę Xbox 360 z Kinect, o nazwie Zumba Fitness Rush. W październiku 2012 r. wprowadzono nową grę, Zumba Fitness core, na Wii i Xbox 360 z Kinect. Firma wyprodukowała również kilka płyt DVD i albumów muzycznych.

## Podobne programy
- Jazzercise, to podobny program, który istnieje od 1969 roku[18].
- Batuka to kolejna forma treningu fizycznego przy akompaniamencie muzyki latynoskiej (program ten zmienił nazwę na „QiDance” i jest częścią systemu treningowego o nazwie QiGNITION[19]).